# Epiphragma (Epiphragma) inaequicinctum
Epiphragma (Epiphragma) inaequicinctum is een tweevleugelige uit de familie steltmuggen (Limoniidae). De soort komt voor in het Neotropisch gebied.